# Första serbiska upproret

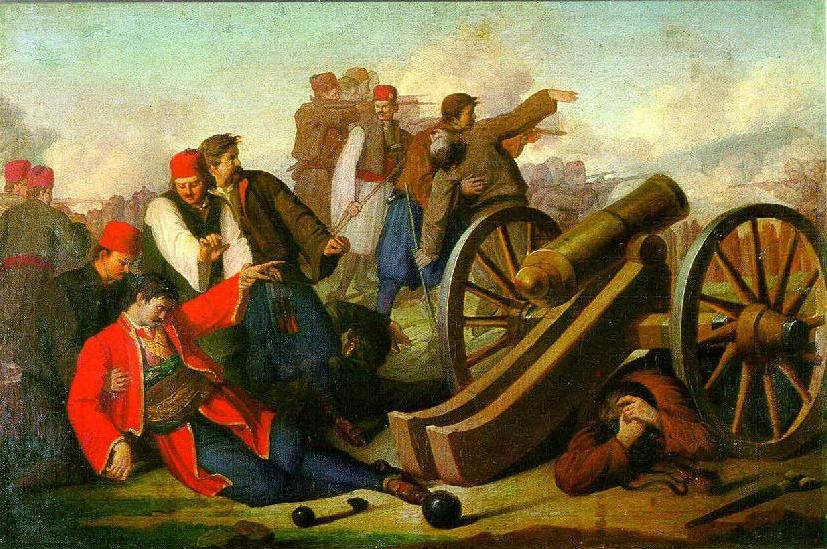
Veljko Petrović under slaget om Negotin

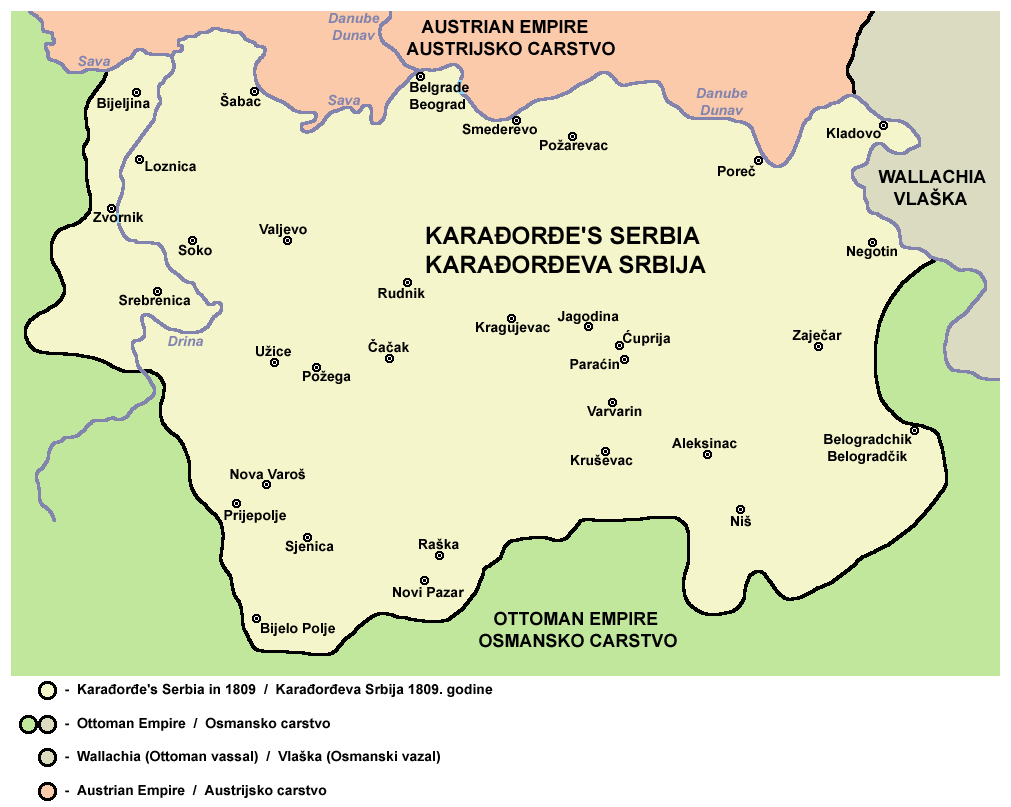

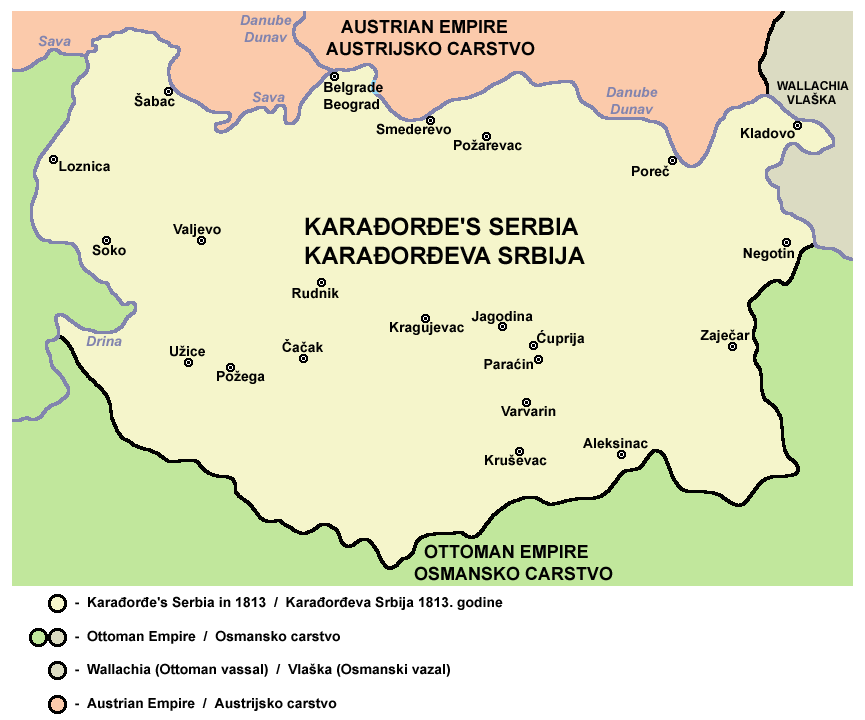

Det första serbiska upproret (serbiska: Први српски устанак, Prvi Srpski ustanak) var den första etappen av den serbiska revolutionen (Српска револуција), ett framgångsrikt krig för att uppnå självständighet. Upproret varade i cirka nio år och nio månader (1804-1813) och resultatet blev att Serbien än en gång blev självständigt efter mer än fem århundraden av osmanskt styre och kortvariga österrikiska ockupationer.